# Martin Jakubko
Martin Jakubko (ur. 26 lutego 1980 w Chminianskiej Novej Vsi) – piłkarz słowacki grający na pozycji napastnika.

## Kariera klubowa
Jakubko piłkarską karierę rozpoczął w klubie Tatran Preszów. W sezonie 1999/2000 zadebiutował w pierwszej lidze słowackiej, ale debiut był zarazem jego jedynym meczem w lidze. Przez kolejne dwa lata także miał problemy z wywalczeniem miejsca w wyjściowej jedenastce Tatrana i w tym okresie nie strzelił żadnego gola. W 2002 roku Tatran spadł do drugiej ligi, a w niej Jakubko uzyskał formę i w półtora roku strzelił 21 goli. W zimie 2004 przeszedł do pierwszoligowej Dukli Bańska Bystrzyca i do końca sezonu zdobył 10 bramek, a jego nowy klub został wicemistrzem kraju ulegając MŠK Žilina tylko na skutek gorszego bilansu meczów bezpośrednich. W sezonie 2004/2005 wystąpił w Pucharze UEFA, a w lidze strzelił 14 bramek będąc najlepszym strzelcem zespołu, który zakończył rozgrywki ligowe na 3. pozycji. Dukla zdobyła też Puchar Słowacji.
W zimowym oknie transferowym w 2006 roku Jakubko przeszedł do rosyjskiego Saturna Ramienskoje, a klub ten zapłacił za niego 350 tysięcy euro. W Saturnie grał z rodakami: Peterem Petrášem, Branislavem Fodrkiem oraz Jánem Ďuricą. W rosyjskiej ekstraklasie do końca sezonu strzelił 2 gole, a Saturn zajął 11. pozycję. W 2007 roku rozegrał tylko cztery spotkania w Saturnie, a grał w nim także w pierwszej połowie 2008 roku.
Latem 2008 Jakubko odszedł do FK Chimki, w którym grał do końca roku. Na początku 2009 został zawodnikiem FK Moskwa. W 2010 roku Jakubko wrócił do Saturna Ramienskoje, a w połowie roku odszedł do Dinama Moskwa. W Dinamie grał przez pół roku, a w 2011 roku znów zmienił klub i wrócił do Dukli Bańska Bystrzyca. W 2012 roku przeszedł do Amkara Perm. W 2015 roku wrócił na Słowację i został zawodnikiem MFK Ružomberok.
| Sezon   | Klub                   | Kraj     | Rozgrywki     | Mecze | Bramki |
| ------- | ---------------------- | -------- | ------------- | ----- | ------ |
| 1999/00 | Tatran Preszów         | Słowacja | Extraliga     | 1     | 0      |
| 2000/01 | Tatran Preszów         | Słowacja | Extraliga     | 19    | 0      |
| 2001/02 | Tatran Preszów         | Słowacja | Extraliga     | 3     | 0      |
| 2002/03 | Tatran Preszów         | Słowacja | II. liga      | ?     | 8      |
| 2003/04 | Tatran Preszów         | Słowacja | II. liga      | ?     | 13     |
| 2003/04 | Dukla Bańska Bystrzyca | Słowacja | Extraliga     | 18    | 10     |
| 2004/05 | Dukla Bańska Bystrzyca | Słowacja | Extraliga     | 32    | 14     |
| 2005/06 | Dukla Bańska Bystrzyca | Słowacja | Extraliga     | 8     | 1      |
| 2006    | Saturn Ramienskoje     | Rosja    | Priemjer-Liga | 14    | 2      |
| 2007    | Saturn Ramienskoje     | Rosja    | Priemjer-Liga | 4     | 0      |
| 2008    | Saturn Ramienskoje     | Rosja    | Priemjer-Liga | 7     | 2      |
| 2008    | FK Chimki              | Rosja    | Priemjer-Liga | 15    | 2      |
| 2009    | FK Moskwa              | Rosja    | Priemjer-Liga | 23    | 8      |
| 2010    | Saturn Ramienskoje     | Rosja    | Priemjer-Liga | 12    | 0      |
| 2010    | Dinamo Moskwa          | Rosja    | Priemjer-Liga | 11    | 0      |
| 2010/11 | Dukla Bańska Bystrzyca | Słowacja | Extraliga     | 11    | 3      |
| 2011/12 | Dukla Bańska Bystrzyca | Słowacja | Extraliga     | 17    | 10     |
| 2011/12 | Amkar Perm             | Rosja    | Priemjer-Liga | 10    | 1      |
| 2012/13 | Amkar Perm             | Rosja    | Priemjer-Liga | 21    | 4      |
| 2013/14 | Amkar Perm             | Rosja    | Priemjer-Liga | 20    | 4      |
| 2014/15 | Amkar Perm             | Rosja    | Priemjer-Liga | 14    | 0      |
| 2015/16 | MFK Ružomberok         | Słowacja | Extraliga     | 28    | 6      |

## Kariera reprezentacyjna
W reprezentacji Słowacji Jakubko zadebiutował 30 listopada 2004 roku w wygranym 1:0 towarzyskim spotkaniu z Tajlandią. Ze Słowacją występował w eliminacjach do Mistrzostw Świata 2006, a następnie był członkiem kadry walczącej o udział w Euro 2008. W lutym 2007 strzelił gola Arturowi Borucowi w 34. sekundzie sparingu z Polską, zakończonym remisem 2:2. W 2010 roku został powołany do kadry na Mistrzostwa Świata w RPA.